# Papurana volkerjane
Papurana volkerjane es una especie de anfibio anuro de la familia Ranidae.

## Distribución geográfica
Esta especie es endémica de Nueva Guinea. Se encuentra en Indonesia y Papúa Nueva Guinea entre los 250 y 700 m sobre el nivel del mar en las montañas Wondiwoi, Bewani y Torricelli.

## Publicación original
- Günther, 2003 : Sexual colour dimorphism in ranid frogs from New Guinea: discription of two new species (Amphibia, Anura, Ranidae). Mitteilungen aus dem Museum für Naturkunde in Berlin, Zoologische Reihe, vol. 79, p. 207-227.[6]